# Gary Daniels

Gary Daniels ne Il ritorno di Kenshiro (1995).

Gary Edward Daniels (Londra, 9 maggio 1963) è un attore e artista marziale britannico.

## Biografia
Finiti gli studi si dedica alle arti marziali a livello professionale, conseguendo diversi successi sia in Gran Bretagna che in Europa. Una volta trasferitosi negli Stati Uniti, si iscrive prima alla PKA (Professional Karate Association) e poi alla WKBA (World Kickboxing Association): è sotto questa sigla che conquista il titolo di campione della California. La sua prestanza fisica, le doti atletiche e la grinta dimostrata sul ring gli valgono il soprannome di Dangerman ("uomo pericoloso").
Nel 1989 inizia la sua carriera cinematografica, anche se solo nel 1991 può mostrare le sue doti marziali, nel film Deadly Bet - Per vincere o morire, di Richard W. Munchkin. Negli anni successivi, però, interpreta solo ruoli di contorno (di solito il ruolo di lottatore cattivo) in film come Quadrato di sangue (Ring of Fire, 1991), al fianco di Don "The Dragon" Wilson, e Impatto finale (Final Impact, 1992), al fianco di Lorenzo Lamas e Michael Worth. Mentre in Italia i suoi film arrivano di rado, negli Stati Uniti l'attore vede un discreto successo. Nel 1995 viene infatti scelto per interpretare Kenshiro, famoso personaggio dei manga giapponesi, nel film Il ritorno di Kenshiro (Fist of the North Star), di Tony Randel. Il film è rimasto inedito in Italia fino al 2014, anno della sua trasmissione su Rai 4.
Daniels è protagonista dei film del 1996 White Tiger - Operazione Tigre, in cui recita a fianco di Cary-Hiroyuki Tagawa, e Natale di fuoco (Riot) a cui partecipa assieme al pugile Sugar Ray Leonard.
Nel 2010 è uno dei protagonisti del film diretto da Sylvester Stallone I mercenari - The Expendables, in cui interpreta la parte di una delle guardie del corpo di Eric Roberts.
Daniels è anche coreografo dei combattimenti: fra i suoi lavori risaltano American Streetfighter 1 e 2.

## Filmografia parziale
- Quadrato di sangue (Ring of Fire), regia di Richard W. Munchkin (1991)
- Deadly Bet - Per vincere o morire (Deadly Bet), regia di Richard W. Munchkin (1992)
- Impatto finale (Final Impact), regia di Joseph Merhi (1992)
- Rischio di morte (Bloodfist IV: Die Trying), regia di Paul Ziller (1992)
- Knights - I cavalieri del futuro (Knights), regia di Albert Pyun (1993)
- City Hunter - Il film, regia di Wong Jing (1993)
- Il cinema della vendetta (Cinema of Vengeance), regia di Toby Russell - Documentario (1994)
- Heatseeker, regia di Albert Pyun (1995)
- Il ritorno di Kenshiro (Fist of the North Star), regia di Tony Randel (1995)
- Giorni di fuoco (Rage), regia di Joseph Merhi (1995)
- White Tiger - Operazione Tigre (White Tiger), regia di Richard Martin (1996)
- Natale di fuoco (Riot), regia di Joseph Merhi (1996)
- Spoiler, regia di Jeff Burr (1998)
- Delta Force One: The Lost Patrol, regia di Joseph Zito (2000)
- City of fear (Queen's Messenger), regia di Mark Roper (2001)
- Spy Killer (Witness to a Kill), regia di Darrell Roodt (2001)
- Retrograde, regia di Dolph Lundgren (2004)
- Submerged - Allarme negli abissi (Submerged), regia di Anthony Hickox (2005)
- I mercenari - The Expendables (The Expendables), regia di Sylvester Stallone (2010)
- Inferno: The Making of 'The Expendables', regia di John Herzfeld – Documentario (2010)
- Tekken, regia di Dwight H. Little (2010) – Bryan Fury
- Across the Line, regia di R. Ellis Frazier (2010)
- Hunt to Kill - Caccia all'uomo (Hunt to Kill), regia di Keoni Waxman (2010)
- Tekken 2: Kazuya's Revenge, regia di Wit Kaosainan (2014) – Bryan Fury
- Misfire - Bersaglio mancato (Misfire), regia di R. Ellis Frazier (2014)
- Skin Traffik, regia di Ara Paiaya (2015)
- Lotta all'ultimo sangue (Rumble), regia di R. Ellis Frazier (2017)